# 大偵探十二奇案
大偵探十二奇案是阿加莎·克里斯蒂创作的短篇小说集， 1947年由多德米德在美国首次出版。该书以比利时侦探赫丘勒·白羅为主角，書中的赫丘勒·白羅打算再破十二起案件，之後他就退出私家偵探這一行。